# Arti grafiche Panetto & Petrelli

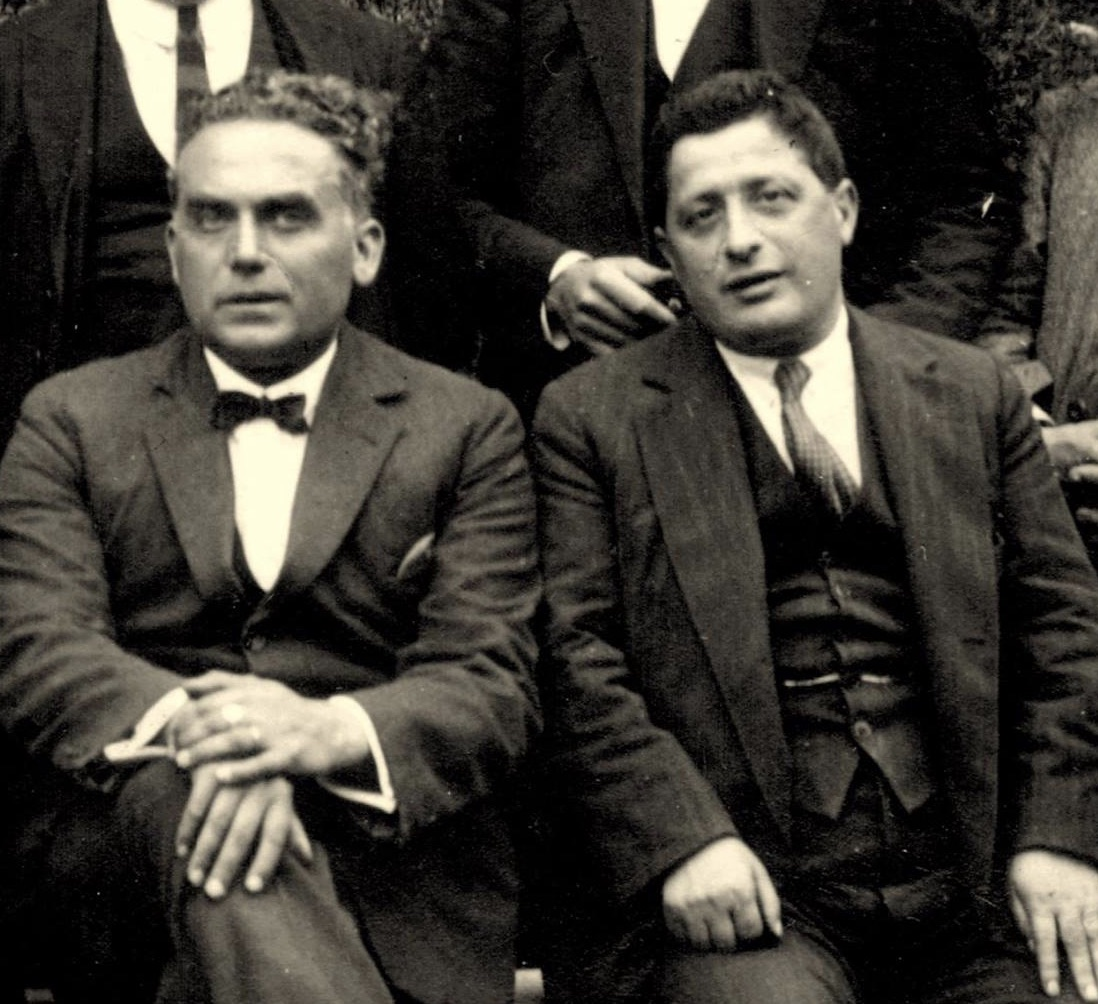
Carlo Panetto e Gaetano Petrelli nel 1928 a Monteluco per i festeggiamenti del 25ºanno di attività.

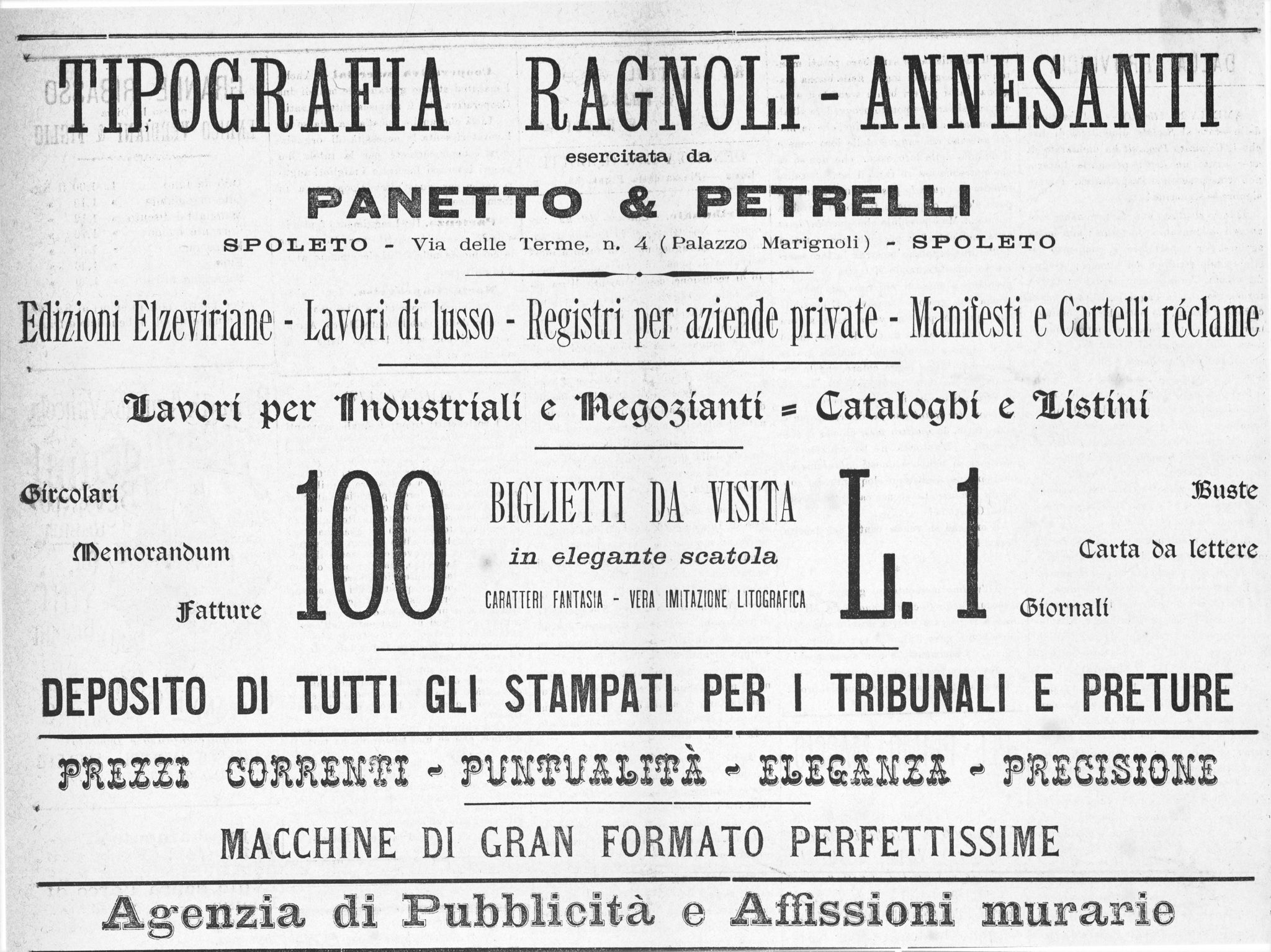
Pubblicità della Panetto e Petrelli su La “Giovane Umbria” del 1903

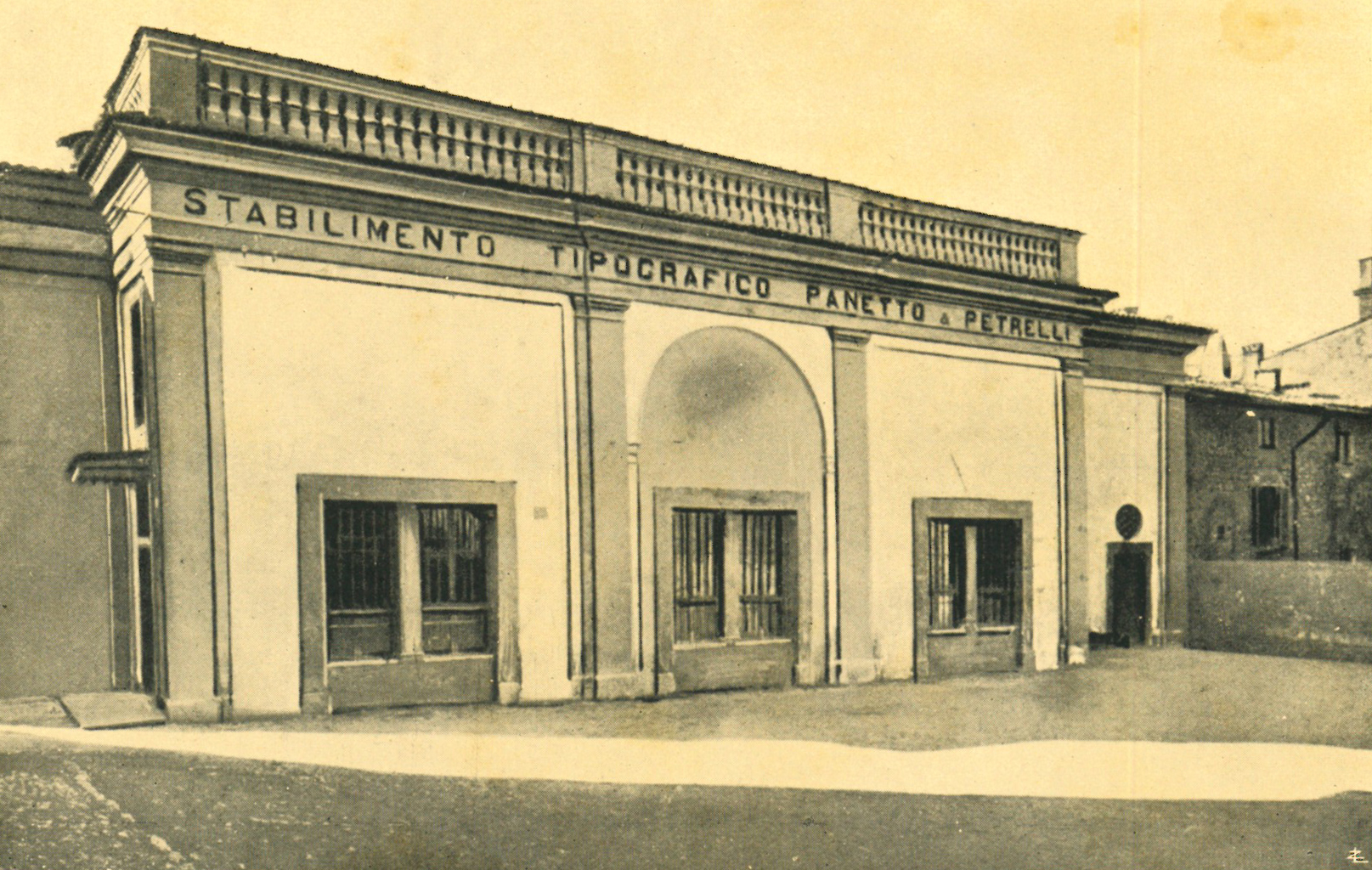
Panetto & Petrelli in p.za Sordini nel 1913

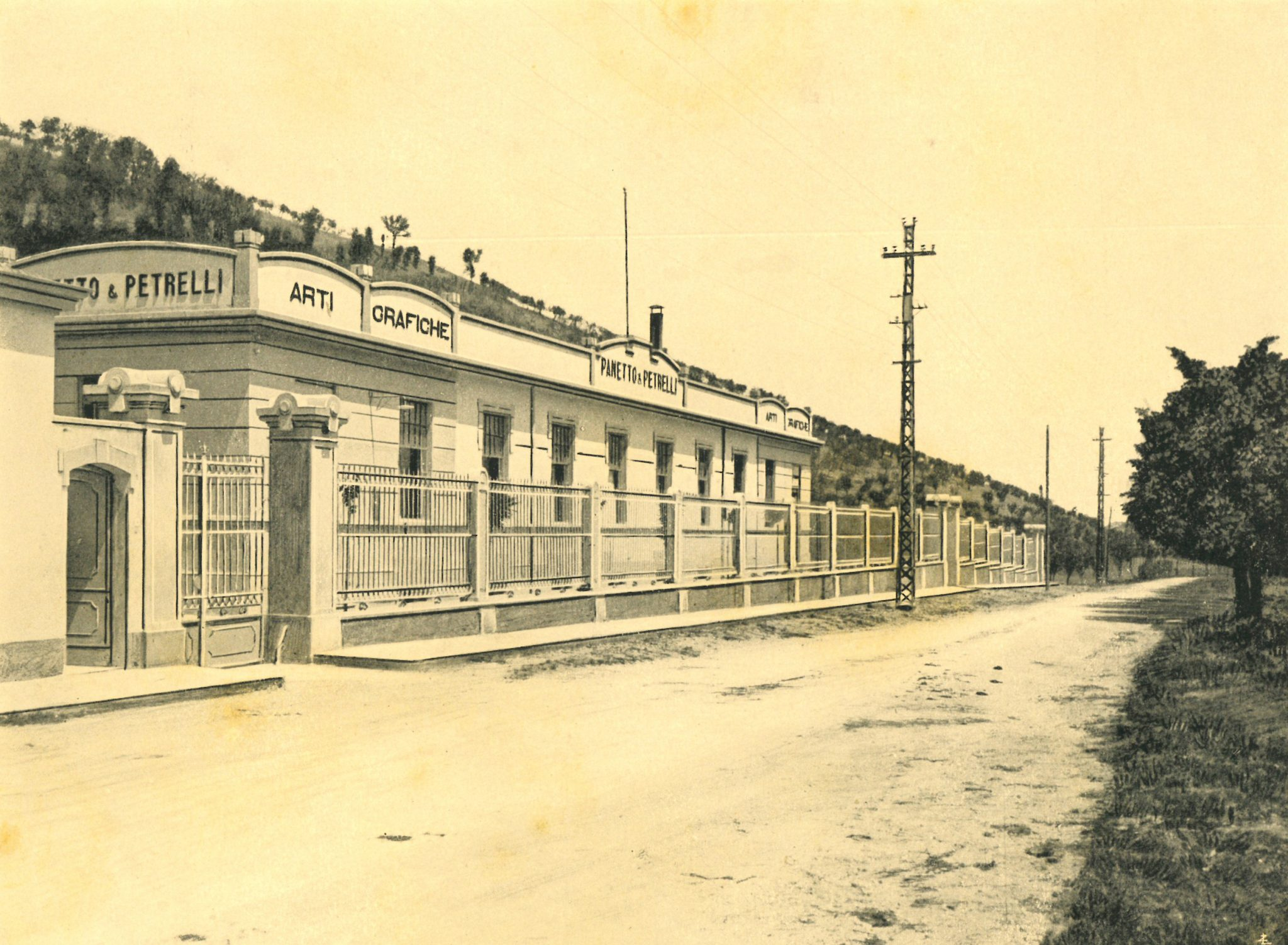
Panetto & Petrelli nell'agosto del 1920

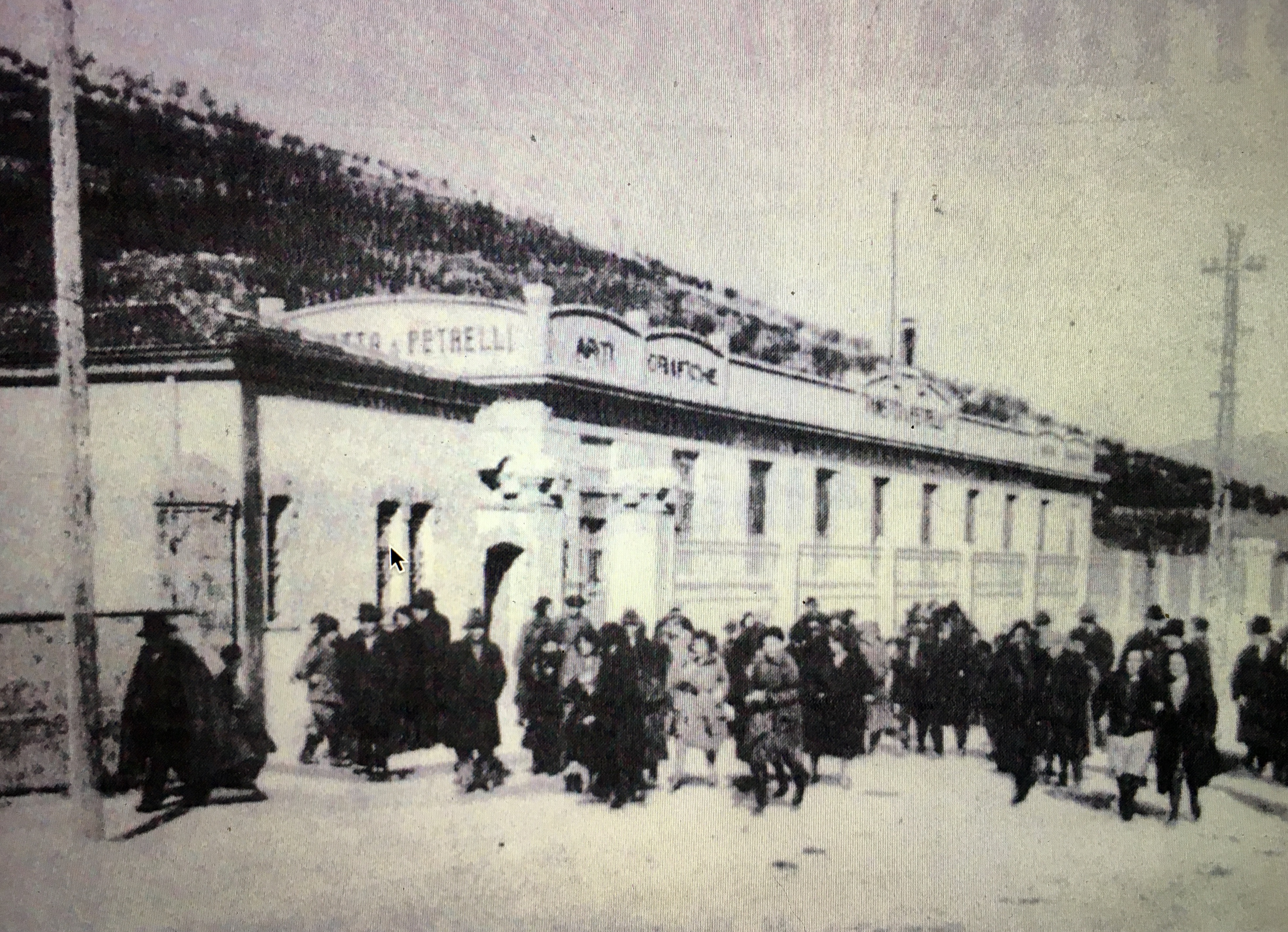
Operai all'uscita dalla fabbrica, anni venti.

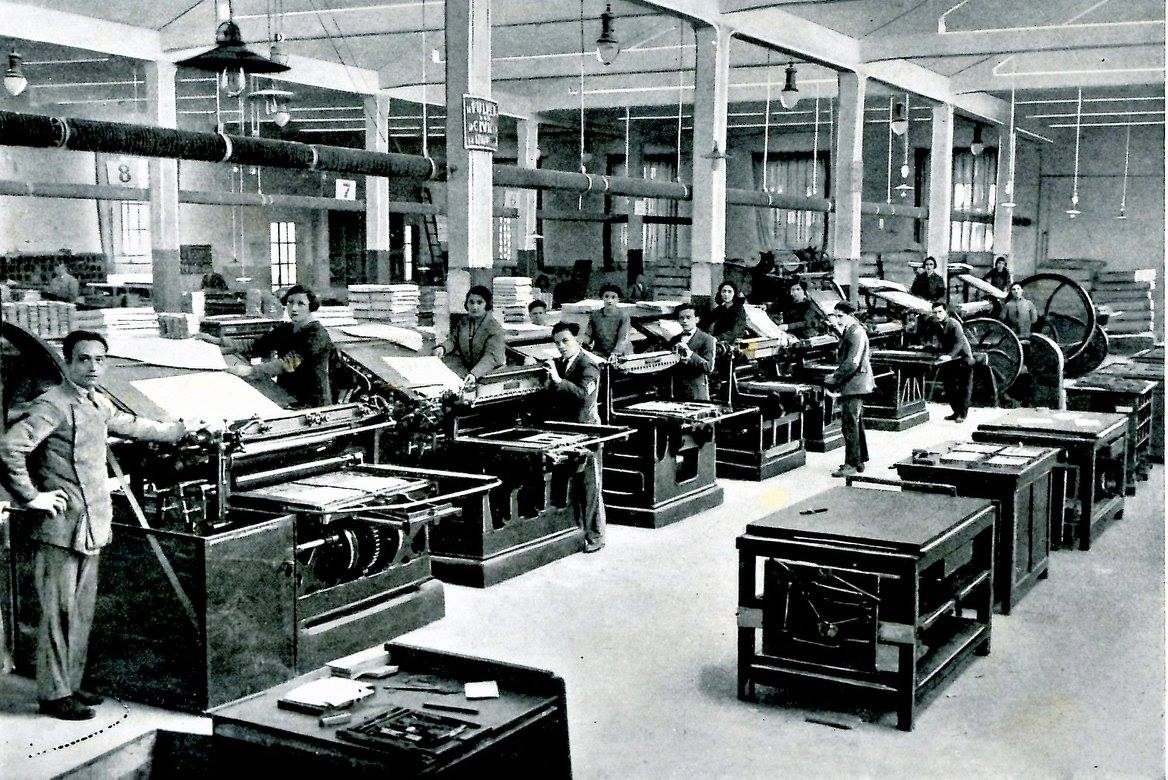
Interno, anni venti.

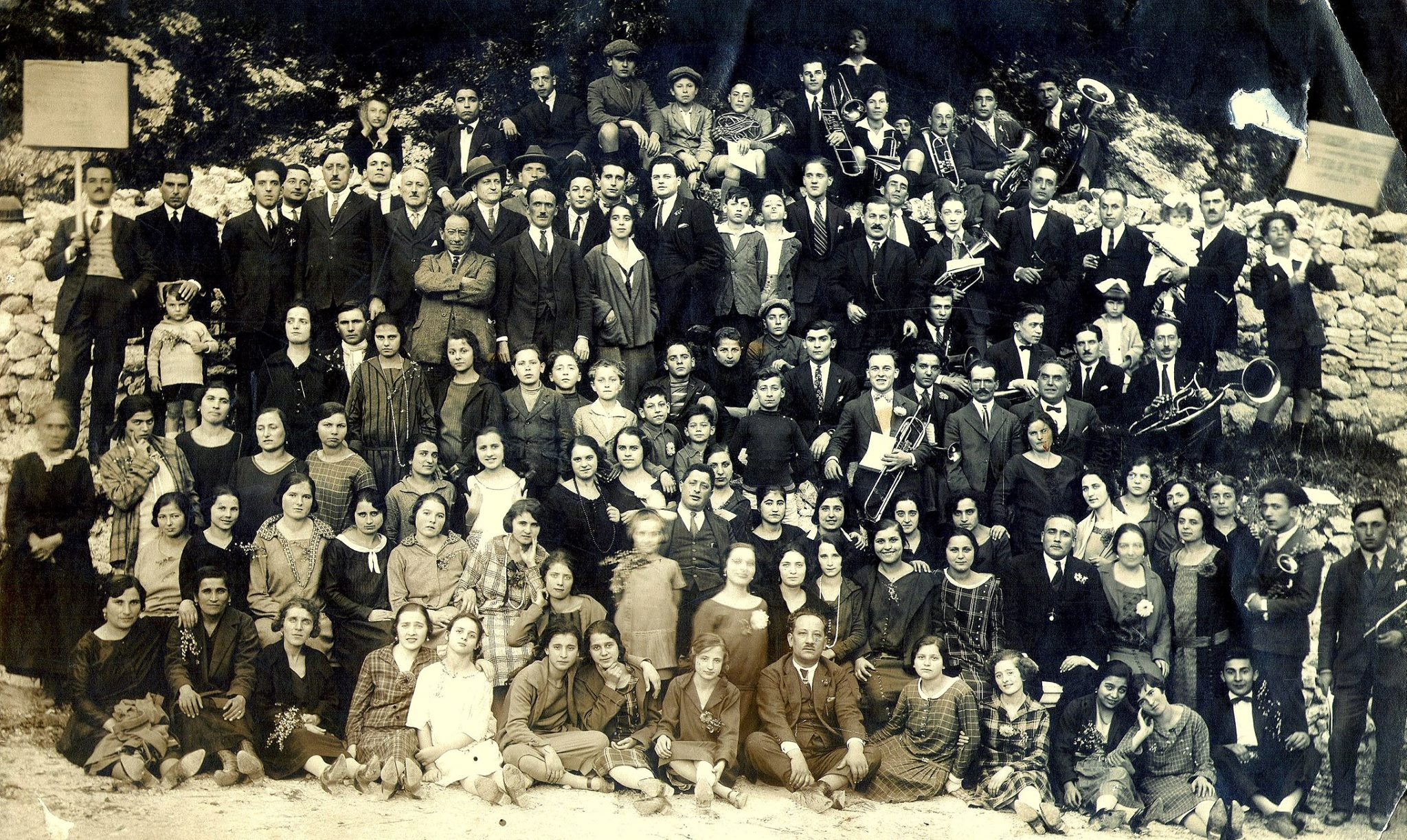
Carlo Panetto e Gaetano Petrelli fra i dipendenti in occasione dei festeggiamenti del 25º anno di attività. Monteluco 1928.

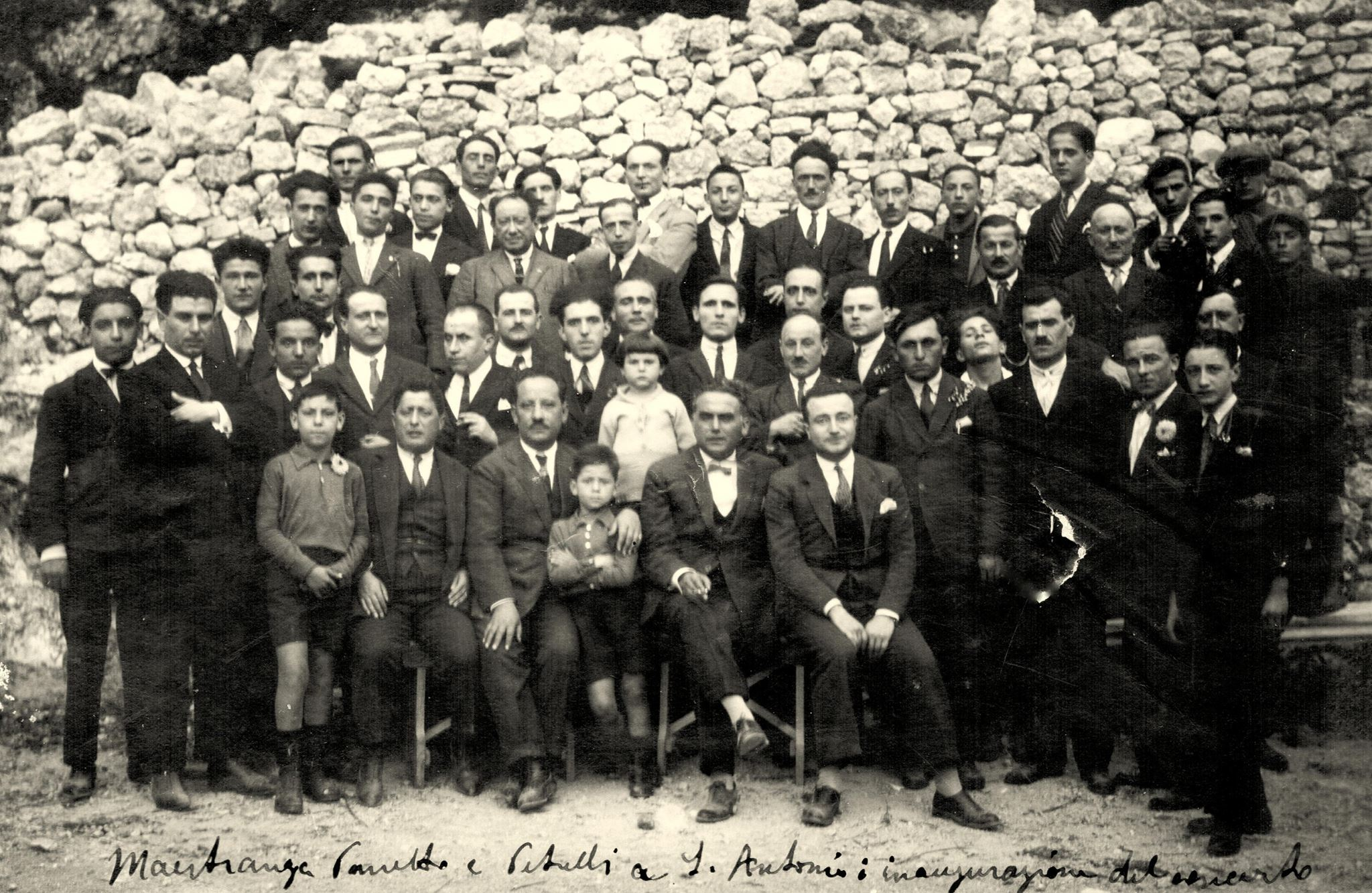
Direzione e maestranze della "Panetto & Petrelli" durante i festeggiamenti del 25º anno di attività. Monteluco 1928.

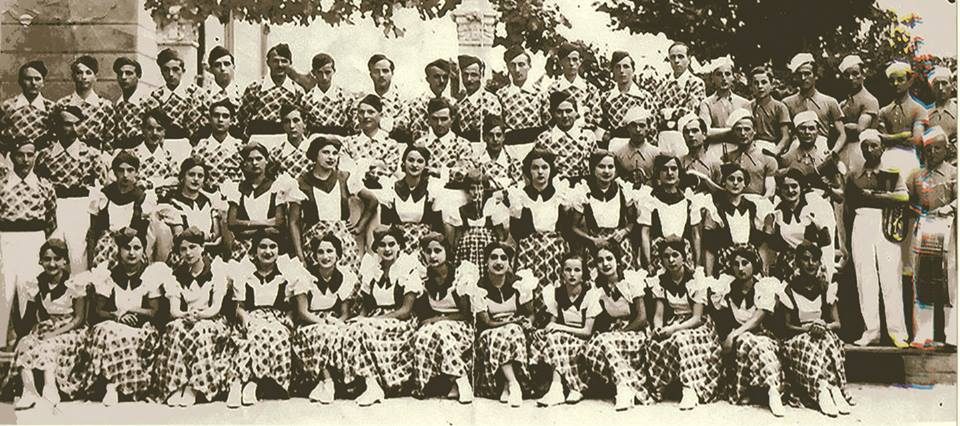
1930. Dipendenti "Panetto & Petrelli" in divisa.

Arti grafiche Panetto & Petrelli S.A. è stata una moderna tipografia sorta nel 1902 a Spoleto, impiantata da Carlo Panetto (Spoleto, 14 maggio 1879 - 6 dicembre 1945) e Gaetano Petrelli (Spoleto, 6 agosto 1879 - Roma, 11 aprile 1956).
Insieme alle Miniere di Spoleto e al Cotonificio rappresentò una fonte occupazionale importante per la città e favorì lo sviluppo industriale in alternativa alla tradizionale economia legata alla mezzadria.

La sede storica, che occupa circa 6.000 m². a pochi metri dal centro storico, è attualmente (novembre 2020) interessata da lavori di demolizione e ricostruzione in vista di una diversa destinazione d'uso.

## Le origini
L'arte della stampa a Spoleto conobbe negli anni un grande sviluppo. 
Nella prima metà del XIX secolo in piazza della Libertà esisteva una tipografia gestita da Vincenzo Bossi (1789-1857), figlio di Domenico Bossi, già stampatore a Spoleto. Nel 1851 Bossi optò per un nuovo assetto societario e fece entrare in ditta Gherardo Gherardi di Forlì, dando vita all'Azienda tipografica Bossi e Gherardi. All'attività tipografica aggiunsero quella editoriale, stamparono libri e manifesti per lo Stato Pontificio e successivamente proclami, editti e bandi per il Regno d'Italia. L'impresa, inizialmente locale, in poco tempo estese il proprio raggio d'azione su scala regionale, poi nazionale ed internazionale, avviando collaborazioni con altre tipografie o case editrici italiane, come La Fontana di Torino, la Le Monnier e la tipo-calcografia di Paolo Fumagalli di Firenze, Lorenzo Gattei di Venezia, Domenico Spezi e Giovanni Tomassini di Foligno, e internazionali come Laurent et de Berny di Parigi e Bonamici di Losanna.
Successivamente entrarono in azienda i fratelli Bassoni e divenne Tipografia Bossi e Bassoni (anche citata come Bassoni e Bossi) fin quando, nel 1874, rimasero in ditta solo i fratelli Bassoni e si chiamò Premiata Tipografia Fratelli Bassoni. Dopo un successivo passaggio di gestione ad Antonio Ragnoli e Annesanti, nel 1902 la tipografia venne rilevata da due dipendenti, gli operai Carlo Panetto e Gaetano Petrelli, con il nome di Arti Grafiche Panetto & Petrelli.

## Gli inizi
Il primo impianto venne collocato al pian terreno di Palazzo Rosari e in via Giustolo. 
Nel 1910 l'attività veniva così descritta:
(Fernando Mancini)
Venne poi spostato nel 1913 in un nuovo edificio sul lato opposto del Palazzo Rosari, attualmente occupato da un albergo. L'anno successivo il personale impiegato, salito a 18 persone, scese in sciopero per ottenere una riduzione delle ore lavorative da 9 a 8 giornaliere, orario già in vigore nelle altre tipografie cittadine. Panetto e Petrelli respinsero la richiesta e minacciarono il licenziamento di tutti i dipendenti; per comporre la vertenza intervenne la Camera del Lavoro di Spoleto, da poco istituita. L'orario di lavoro rimase invariato, ma fu concesso un aumento salariale.
In quegli anni in città erano presenti altre tipografie: la Tipografia dell'Umbria al piano terra di Palazzo Mauri, attiva dalla prima metà del XX secolo, anch'essa dotata di macchinari all'avanguardia; la Tipografia Bossi, rilevata da Carlo Moneta, l'Unione Tipografica Nazzarena Fasano & Neri fondata da Pietro Bonilli nel 1881, poi rilevata da Pasquale Fasano e Edmondo Neri, con sede in piazza Sordini, e ancora dal 1921 le Edizioni d'Arte Claudio Argentieri.

## La nuova fabbrica
Durante il primo decennio di attività la Panetto & Petrelli, da piccola tipografia, si trasformò in una delle industrie più fiorenti della città e in una delle maggiori tipografie dell'Umbria. Per far fronte al notevole incremento di commesse era necessaria una sede più ampia e attrezzata; i titolari individuarono un sito di circa 7000 m². a pochi passi dal centro storico. Nel 1920 nuovi fabbricati a un solo piano fuori terra, furono edificati secondo criteri industriali-artigianali all'avanguardia. Il prospetto del corpo di fabbrica centrale, semplice ma elegante, fu opera del professor Giacomo Panetti; al suo interno furono allestiti uffici e spazi per le lavorazioni, attrezzati per la stampa in off-set e la composizione meccanica, un reparto cartotecnico e una sezione fotografica; il sistema di produzione era organizzato secondo uno schema fordista, molto innovativo per l'epoca. La superficie sul retro era occupata da un lungo capannone con tetto a shed, copertura che si stava sempre più affermando nell'ambito dell'architettura industriale moderna. Sulla destra si trovavano la palazzina bifamiliare ad uso abitativo dei due titolari, dotata di un rigoglioso giardino antistante, e un primo magazzino della carta.
La modernizzazione di tutto il processo produttivo, resa possibile dall'arrivo in città dell'energia elettrica, consentì alla tipografia di diventare un evoluto stabilimento d'arti grafiche, specializzato in stampa d'arte, grafica editoriale e illustrazione di elevata qualità. 
Aumentarono le committenze su scala locale e nazionale e in poco tempo triplicarono le assunzioni, prevalentemente giovani d'ambo i sessi. Per i propri lavoratori la Panetto & Petrelli organizzava di frequente pranzi aziendali, gite sociali e attività ricreative rallegrate dagli stessi dipendenti che avevano formato un piccolo gruppo musicale. L'anniversario dei venticinque anni dalla fondazione venne festeggiato nel 1928 a Monteluco; vi parteciparono le maestranze e i dirigenti con le loro famiglie, come documentato da numerose fotografie giunte fino a noi. Nel 1937 per il loro lavoro, Carlo Panetto e Gaetano Petrelli vennero nominati "Ufficiali dell'Ordine della Corona d'Italia".

## La ricostruzione postbellica

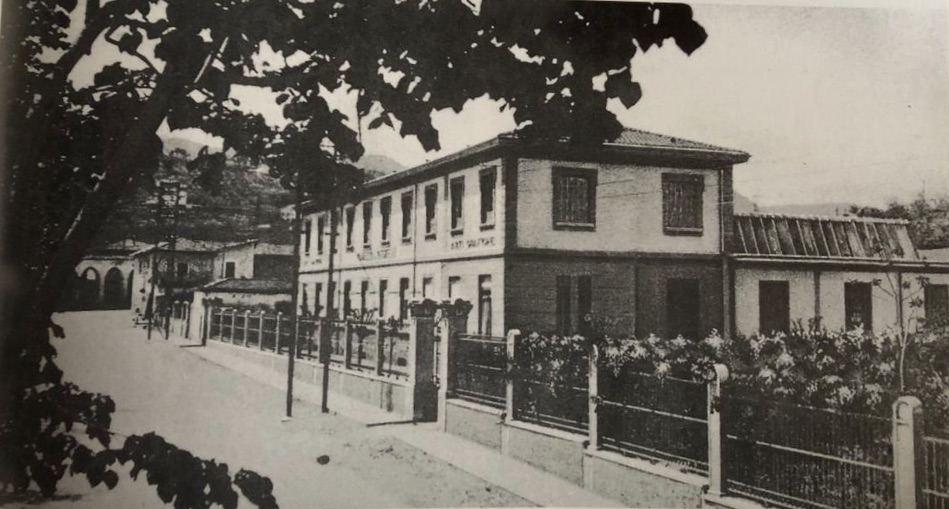
L'edificio ricostruito. Fine anni quaranta.

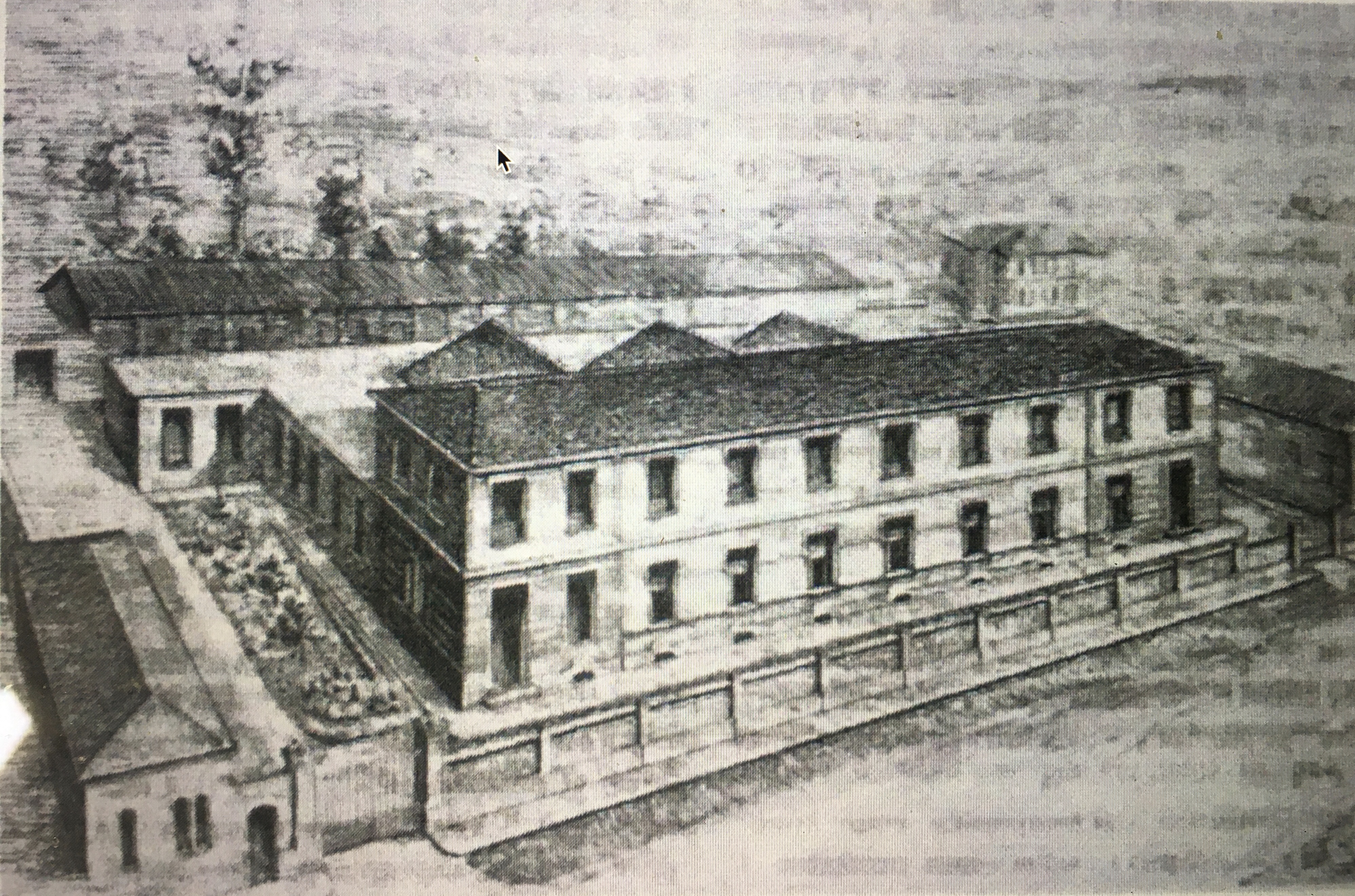
Stabilimento Panetto & Petrelli. Fine anni quaranta.

Cinquantenario della Panetto & Petrelli 1953

Durante il secondo conflitto mondiale gli edifici subirono gravi danni, i macchinari furono minati e fatti saltare dalle truppe tedesche in ritirata il 14 giugno 1944; fu necessario riedificare l'intero complesso. Nell'immediato dopoguerra Carlo Panetto e Gaetano Petrelli
(Carlo Alberto Berioli)
 Soltanto un anno e mezzo dopo, provato dagli accadimenti, Panetto morì d'infarto.
La ricostruzione postbellica, attribuita all'ingegnere marchese Dante Cipriani di Vallaccone, puntò a creare spazi più ampi e funzionali, secondo un'architettura essenziale e lineare, priva di orpelli e abbellimenti, come molte altre costruzioni spoletine dell'epoca. Il nuovo stabilimento, pur mantenendo più o meno lo stesso ingombro del precedente, si sviluppò su due piani: gli uffici operativi e di rappresentanza furono disposti al primo piano; l'intera area delle lavorazioni occupò il piano terra; nei locali seminterrati si allestirono magazzini, servizi, spazi tecnici, spogliatoi, ecc. Vennero inoltre modificati e ingranditi la palazzina padronale e il magazzino della carta, raddoppiato con un'altra identica costruzione posta in prossimità della palazzina stessa. 
La Panetto & Petrelli celebrò il cinquantenario della sua fondazione nel 1952 con manifestazioni che coinvolsero l'intera città.
Nel 1957 venne costruita la cosiddetta "Torre", addossata al lato sinistro del fabbricato principale; l'edificio a tre piani (rimasto immutato fino al 2020) era alto 12,50 m. e terminava con una terrazza con parapetto in travertino. All'interno trovarono posto servizi accessori come la portineria, la sala allattamento per le mamme lavoratrici e l'ambulatorio medico. Al piano ultimo, abitato fino al 2016, viveva il custode, necessario presidio per la manutenzione dell'intero complesso.
La disposizione dei vari corpi di fabbrica, la conformazione degli edifici e il prospetto verso la strada rimasero pressoché invariati fino al 2020.

## La crisi
Lo storico stabilimento passò agli eredi: a Italo Mancini, genero di Petrelli; a Beniamino Vantaggioli e Giuliana Panetto (coniugata Leoncilli Massi) genero e figlia maggiore di Panetto. Giuliana a metà degli anni sessanta cedette le proprie quote, furono acquistate da Mancini che divenne pertanto socio di maggioranza.
Nel 1968 si contavano circa 130 operai che raddoppiarono negli anni settanta. In alcuni periodi il personale poteva aumentare fino ad arrivare a 600 unità; accadeva di solito durante le elezioni, quando altri 400 lavoratori circa venivano assunti stagionalmente per la piegatura a mano delle schede. Fra i numerosi committenti spiccavano: le Ferrovie dello Stato, l'Alitalia, la Ferrarelle, l'Acqua San Gemini, l'INPS, l'INAIL, il C.N.R. ecc.
Alla fine degli anni settanta l'azienda abbandonò la stampa classica per investire nelle nuove tecnologie rappresentate dai sistemi meccanografici. Acquistò macchinari e stampanti molto imponenti e molto costosi (di marca Roland) dedicati esclusivamente alla stampa su carta copiativa con bordi traforati, adatta al trascinamento su rulli.
L'attività fu fiorente fin quando verso la metà degli anni ottanta, l'arrivo dei supporti informatici rese produzione e macchinari obsoleti e invendibili. La situazione si aggravò a causa della condotta di alcuni importanti committenti che cominciarono a dilazionare i pagamenti a 60-90-120 giorni, fino ad arrivare a 360 giorni, pratica che fece saltare il già precario equilibrio economico dell'azienda. Fu così che vennero meno numerosi appalti, come quello delle Ferrovie dello Stato per cui la tipografia stampava biglietti e manifesti.
La Panetto & Petrelli fu travolta dalla crisi; tra il 1989 e il 1990 ci fu una drastica diminuzione del personale e il ricorso alla cassa integrazione. Contrasti fra i soci portarono allo scioglimento della società nel 1991: venne liquidato Vantaggioli e rimase unico proprietario l'ingegner Francesco Mancini Petrelli (figlio di Italo Mancini). Ma il rilancio sperato e il mantenimento dei livelli occupazionali non riuscirono a consolidarsi; nel 1995 l'ingegnere fu costretto a procedere in regime di amministrazione controllata. 
Nel 1999 l'azienda fu rilevata da un imprenditore di Parma, Roberto Dazzi, che costituì una nuova società chiamata Nuova Panetto e Petrelli S.P.A. La sua gestione proseguì fino alla prima metà degli anni 2000.
Successivamente l'80% del capitale societario fu acquisito da Team2000, una società di costruzioni romana; il restante 20% da una cordata di imprese spoletine; nessuno di loro aveva esperienza alcuna in campo tipografico. Già nel 2004 la nuova gestione fu costretta a mettere il personale in cassa integrazione.
Per consentire ai proprietari di far fronte alle difficoltà economiche, l'amministrazione comunale decise di zonizzare l'area occupata dalla Nuova Panetto & Petrelli attribuendole in parte una funzione "commerciale" e in parte una funzione "residenziale". Lo scopo era quello di rendere appetibile il terreno e favorirne la vendita, affinché la proprietà avesse le risorse necessarie per delocalizzare lo stabilimento nella nuova zona industriale di San Giacomo. In seguito venne venduta una porzione di terreno, circa 1000 m²., su cui insisteva il secondo magazzino della carta, demolito nella seconda metà degli anni 2000 per far posto ad un supermercato.

## La fine
Qualche flebile segnale di ripresa si ebbe nel 2008, ma poi consistenti perdite strutturali nel 2009 portarono la Team2000 al fallimento. 
L'asta per l'individuazione di un nuovo socio di maggioranza andò deserta per più di un anno, fino all'inizio del 2012, quando si aggiudicò l'acquisto un imprenditore edile di Terni (Edilduemila Costruzioni), anch'egli totalmente estraneo al settore.
La mancanza di un piano industriale per il rilancio dell'attività e di un progetto per la delocalizzazione della fabbrica, suscitò nelle istituzioni e nei cittadini il timore che l'acquisto potesse nascondere un'imponente speculazione edilizia e non la volontà di traghettare l'azienda fuori dalla crisi; timore che aveva accompagnato le vicende della tipografia a partire dal primo fallimento, trattandosi di 26.500 metri cubi edificabili in una zona di pregio, dove era consentito lo sviluppo residenziale, direzionale, commerciale e altre destinazioni d'uso stabilite dal PRGC.
Nel 2013, dopo appena un anno di gestione, la proprietà pose i pochi dipendenti (circa 29) in cassa integrazione e in mobilità e rimise di nuovo la Panetto & Petrelli sul mercato.
Un'incredibile proposta d'acquisto venne avanzata dal duca Rodolfo Varano di Camerino che, in qualità di procuratore in Italia della Nit Holding di Hong Kong, durante una conferenza stampa descrisse l'ambizioso progetto che aveva in serbo per Spoleto: la Nit Holding Italia non si sarebbe limitata ad acquistare lo stabilimento e a garantirne la continuità produttiva, ma avrebbe anche favorito un importante sviluppo economico di tutta la città, fino a trasformarla in Capitale mondiale dell'arte e della cultura, grazie a cospicui investimenti (150 milioni di euro) che avrebbero creato tanti nuovi posti di lavoro. Ma il duca si sfilò presto dall'operazione che non andò oltre il preliminare di vendita, firmato solo dalla proprietà.
Le vicissitudini dell'antico opificio, in attività da 112 anni, si conclusero l'anno successivo con la sentenza di fallimento emessa dal Tribunale di Spoleto il 15 maggio 2014. L'ufficiale giudiziario appose i sigilli ai cancelli e l'immobile fu messo all'asta nel novembre 2017; l'aggiudicataria fu una ditta edile spoletina. Poco dopo iniziò lo sgombero dei locali in vista della demolizione di quasi tutti i fabbricati.
Nel settembre del 2021 è stato inaugurato un nuovo supermercato. La nuova costruzione ha conservato solo le facciate delle ex palazzine degli uffici e dell'antico magazzino per la carta.
Il copioso materiale del fondo Panetto & Petrelli è conservato alla Biblioteca comunale Giosuè Carducci di Spoleto.